# Malattia di Pompe
La malattia di Pompe (o glicogenosi di tipo II, GSDII) è una malattia neuromuscolare rara, caratterizzata da un difetto del metabolismo del glicogeno il quale si accumula in modo anomalo nei tessuti, danneggiandoli e causando un lento e progressivo indebolimento della muscolatura. Ciò avviene quando vi è un deficit dell'enzima lisosomiale alfa-glucosidasi acida, responsabile della degradazione del glicogeno.
L'accumulo di glicogeno causa una progressiva debolezza muscolare (miopatia) in tutto il corpo e colpisce vari tessuti del corpo, in particolare nel cuore, nei muscoli scheletrici, nel fegato e nel sistema nervoso.
I muscoli più severamente interessati dalla debolezza muscolare sono gli addominali (con particolare riferimento al diaframma), i paraspinali, i flessori, gli adduttori e gli abduttori dell'anca.
La malattia di Pompe è una malattia genetica a trasmissione autosomica recessiva.

## Genetica ed epidemiologia
La malattia di Pompe è causata da una mutazione del gene sul braccio lungo del cromosoma 17 (17q25.2-q25.3). Il numero di mutazioni conosciute al momento è superiore a 450, pertanto la malattia può avere una elevata varietà di presentazioni cliniche e grande variabilità nel decorso proprio in base al tipo di mutazione.
Il gene codifica l'enzima alfa-glucosidasi acida, che normalmente degrada i legami alfa-1,4 e alfa-1,6 della molecola di glicogeno. La mancanza di questo enzima genera un accumulo di glicogeno nei lisosomi producendo un'interruzione delle normali funzioni degli organuli cellulari e un danneggiamento della cellula.
La malattia di Pompe è una patologia rara e difficile da diagnosticare.
La prevalenza totale alla nascita della malattia di Pompe è 1:18 698.

### Ereditarietà

Schematizzazione dell'ereditarietà autosomica recessiva della malattia di Pompe

La malattia di Pompe è una patologia ereditaria classificata come autosomica recessiva. Il diagramma nella figura illustra la probabilità di trasmissione della malattia ad opera di due genitori portatori.
Ogni figlio nato ha:
- il 25% di possibilità di essere affetto da malattia di Pompe;
- il 50% di essere portatore;
- il 25% di essere completamente non affetto dalla malattia di Pompe.

Esistono poi altre due possibilità (meno comuni):
- se un genitore è affetto da malattia di Pompe e l'altro non affetto da patologia, la totalità dei loro figli sarà portatrice, ma nessuno sarà affetto;
- nel raro caso che un genitore sia affetto e l'altro sia portatore, ogni figlio avrà il 50% di possibilità di ereditare la malattia e 50% di essere portatore.[10]

## Classificazione e sintomatologia
Della malattia di Pompe esistono due varianti:

### Forma ad esordio infantile
Conosciuta anche come forma IO (Infantile Onset), si manifesta in età neonatale ed è e caratterizzata da un predominante interessamento cardiaco con coinvolgimento muscolare scheletrico (tipica assenza di tono muscolare alla nascita: “floppy baby”). In assenza di terapia, il decorso della malattia è fatale e avviene solitamente entro il primo anno di vita. L'età mediana alla morte nei casi non trattati è di 8,7 mesi e di solito è dovuta a insufficienza cardiorespiratoria.
La forma infantile di solito arriva all'attenzione del medico entro i primi mesi di vita. Le solite caratteristiche di presentazione sono cardiomegalia (92%), ipotonia (88%), cardiomiopatia (88%), difficoltà respiratoria (78%), debolezza muscolare (63%), difficoltà di alimentazione (57%) e mancato sviluppo (50% ).
I principali risultati clinici includono l'aspetto del floppy baby, le tappe motorie ritardate e le difficoltà di alimentazione. Potrebbe essere presente una moderata epatomegalia. Le caratteristiche del viso comprendono macroglossia, bocca spalancata, occhi spalancati, flaring nasale (a causa di difficoltà respiratorie) e scarso tono muscolare del viso. Il coinvolgimento cardiopolmonare si manifesta con un aumento della frequenza respiratoria, l'uso di muscoli accessori per la respirazione, infezioni toraciche ricorrenti, diminuzione dell'ingresso aereo nella zona inferiore sinistra (a causa di cardiomegalia), aritmie e evidenza di insufficienza cardiaca.

### Forma ad esordio tardivo
Conosciuta anche come forma LO (Late Onset), si manifesta con esordio variabile (dopo il primo anno di vita fino ai 60/70 anni), ed è caratterizzata da un'ampia variabilità di espressione clinica, ovvero:
- progressiva debolezza della muscolatura prossimale, in particolare degli arti inferiori (è il quadro clinico più comune);[8][11]
- insufficienza respiratoria, causata da debolezza del diaframma e dei muscoli respiratori accessori: può presentarsi come ortopnea e dispnea e con occasionale cefalea mattutina, ed eccessiva sonnolenza diurna;[5][8]
- aumento dei livelli di creatin-chinasi (CK) da 1,5 a 15 volte i limiti superiori della norma (tuttavia in alcuni casi i livelli di CK possono essere normali).[12]

Vi è il rischio di aneurisma cerebrale dell'arteria basilare e dilatazione (aneurisma) dell'aorta toracica ascendente. Nello spettro clinico si osservano talvolta anche ptosi palpebrale, debolezza linguale, crampi, pseudomiotonia, dismotilità gastrointestinale (con stipsi, nausea, dissenteria) e incontinenza fecale dovuta a scarso tono sfinterico, e infine la neuropatia delle piccole fibre, che si presenta con parestesia dolorosa.
È importante considerare che le forme ad esordio tardivo sono particolarmente eterogenee in quanto a modalità ed epoca di esordio e pertanto risultano complesse da diagnosticare.

## Diagnosi
Il riconoscimento precoce della malattia è estremamente importante per la disponibilità odierna di una terapia enzimatica sostitutiva (ERT), tanto più efficace se precocemente instaurata. Accrescere la conoscenza sulla malattia e sul come sospettarla è necessario al fine di raggiungere l'obiettivo di una diagnosi precoce.
La malattia di Pompe ad esordio tardivo va tenuta in considerazione ogni qualvolta si è in presenza sia di debolezza muscolare prossimale, associata o meno a insufficienza respiratoria o iperCKemia.
In caso di sospetto di malattia, oltre ad un primo accertamento da farsi tramite elettromiografia, oggi è possibile effettuare il test di attività enzimatica su Dried Blood Spot (DBS), eseguibile su una minima quantità di sangue raccolto su specifica carta assorbente. Qualora l'attività enzimatica su DBS risultasse ridotta, la diagnosi va confermata con un secondo prelievo. In caso di definita positività, usualmente si procede con biopsia muscolare, dosaggio biochimico su tessuto muscolare o fibroblasti.
Con l'obiettivo di arrivare ad una diagnosi precoce sta inoltre sempre più prendendo piede la diagnostica per immagini, come ad esempio risonanza magnetica e tomografia computerizzata, utile per lo studio della muscolatura paravertebrale e diaframmatica. L'esame del DNA può altresì identificare la patologia e aiutare nella diagnosi differenziale con altre patologie, principalmente endocrine, cardiache o miopatiche, quali le distrofinopatie, le canalopatie e la distrofia miotonica.

## Trattamento
Dal 2006 la malattia di Pompe è trattabile sia nella forma IO che LO mediante terapia enzimatica sostitutiva (alglucosidasi alfa). L'alglucosidasi alfa è la forma ricombinante dell'enzima umano alfa-glucosidasi acida e viene somministrato per replicare l'azione dell'enzima carente.
Il trattamento con alglucosidasi alfa è la sola terapia enzimatica sostitutiva (ERT) disponibile per la malattia di Pompe. L'ERT ha dimostrato di migliorare la funzione muscolare e respiratoria, e di limitare la progressione della malattia nella maggior parte dei pazienti affetti sia dalla forma IO sia dalla forma LO. L'efficacia del trattamento è tanto maggiore quanto prima viene effettuata la diagnosi; una diagnosi precoce è pertanto il passaggio chiave che determinerà efficacia e benefici del trattamento.
Il trattamento delle forme infantili (IO) con terapia enzimatica sostitutiva, oltre ad evitare la morte entro il primo anno di vita, ha permesso un significativo recupero della componente muscolare dei neonati, permettendo nella maggior parte dei casi il raggiungimento di importanti traguardi di sviluppo motorio (stare seduto, in piedi, iniziare a camminare), altrimenti non raggiungibili in assenza di trattamento.
Recenti pubblicazioni scientifiche confermano inoltre che il trattamento di pazienti con forma LO tramite alglucosidasi alfa ha ridotto del 59% il rischio di mortalità dei pazienti rispetto ai pazienti non trattati. La stima potrebbe essere conservativa poiché nella coorte l'istituzione del trattamento è stata tardiva. L'effetto della terapia enzimatica sulla sopravvivenza sarebbe pertanto potuto essere maggiore se il trattamento fosse stato iniziato più precocemente.
Sono inoltre in studio nuove terapie che andranno ad affiancare L'ERT con l'obiettivo di incrementarne l'efficacia, quali ad esempio le terapie adiuvanti basate su molecole definite "chaperon", decisive nel migliorare l'azione dell'enzima potenziandone attività ed efficacia.
Infine, l'adozione di specifici regimi dietetici che riducono l'apporto glicemico è ritenuto un adiuvante dell'efficacia della terapia.
A fianco della terapia farmacologica resta cruciale il ruolo della fisioterapia nel recupero delle funzionalità muscolare, nonché è fondamentale, da parte del personale sanitario, un costante e attento monitoraggio dell'evoluzione della sintomatologia.

## Storia
La patologia prende il nome dal suo scopritore, Joannes Cassianus Pompe, che per primo la descrisse nel 1932. Il medico stava valutando il caso di una bambina di 7 mesi, deceduta a causa di una cardiomiopatia ipertrofica idiopatica, e osservò l'abnorme accumulo di glicogeno nel muscolo cardiaco.
Nel 2021 si è scoperto, tramite esame del DNA, un caso storico della malattia, quello di Cangrande I della Scala, Signore di Verona, morto probabilmente per le complicanze.
Le conoscenze sulla malattia rimasero lacunose fino al 1955, anno della scoperta dei lisosomi da parte di Christian de Duve (per cui vinse il Premio Nobel nel 1974).
Nel 1963, Henri G. Hers constatò che la mancanza dell'enzima lisosomiale alfa-glucosidasi acida, indispensabile per il degrado del glicogeno, era la causa della malattia di Pompe.
Nonostante il riconoscimento dell'origine della patologia, lo sviluppo di un trattamento terapeutico fu difficoltoso, in particolare la sfida più grande fu individuare una soluzione per rendere disponibile l'enzima all'interno delle cellule (internalizzazione). Nei primi anni Novanta, due scienziati olandesi, Arnold Reuser e Ans van der Ploeg, utilizzando l'enzima alfa-glucosidasi acida arricchito di residui di mannosio fosforilato, furono in grado di generare un aumento dell'attività enzimatica nei muscoli di un topo.
A questi studi seguì la produzione a livello clinico di enzima alfa-glucosidasi acida estratto da cellule ovariche di criceto cinese e dal latte di coniglio transgenico. Successivamente, iniziarono i primi trials clinici in due differenti strutture: all'Erasmus Medical Center di Rotterdam (Paesi Bassi), dove quattro bambini ricevettero l'enzima estratto da latte di coniglio transgenico; e alla Duke University (Carolina del Nord, USA), dove l'enzima ricavato da cellule ovariche di criceto cinese venne somministrato a tre neonati.
Nel 2000, Genzyme valutò la superiorità dell'enzima sviluppato dal gruppo della Duke University e iniziò lo sviluppo clinico dell'attuale terapia. In data 29 marzo 2006, l'European Medicine Agency approva il primo trattamento per pazienti affetti dalla malattia di Pompe.

## Progetti di sensibilizzazione

### Giornata internazionale della malattia di Pompe
Il 15 aprile di ogni anno si celebra la Giornata internazionale della malattia di Pompe.
Il 15 aprile 2014, in occasione della prima giornata internazionale dedicata alla patologia, l'Associazione Italiana Glicogenosi (AIG) con il supporto di Genzyme Italia, ha presentato un spot per il sociale prodotto dal regista Carlo Hintermann (con musiche di Stefano Lentini), volto a sensibilizzare l'opinione pubblica sull'importanza di ottenere una diagnosi precoce della malattia. La voce narrante è di Lorenzo Guidi, che interpreta il piccolo Rocco nella Serie TV “Braccialetti rossi”.

### Telethon
Telethon supporta attività di ricerca scientifica sulla malattia di Pompe. Dal 2009, sono state presentate 18 pubblicazioni riguardanti la patologia e sono in corso diversi progetti di ricerca.